# Evropská silnice E14
Evropská silnice E14 je evropskou silnicí 1. třídy. Začíná v norském Trondheimu a končí ve švédském Sundsvallu. Celá trasa měří 461 kilometrů.

## Trasa
- Norsko
  - Trondheim

- Švédsko
  - Storlien – Östersund – Sundsvall

## Galerie

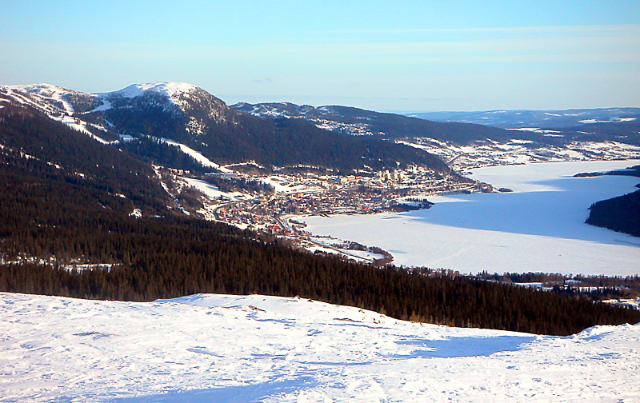
E14
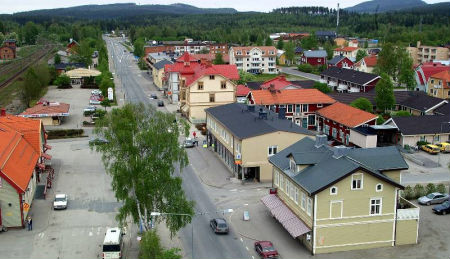
E14
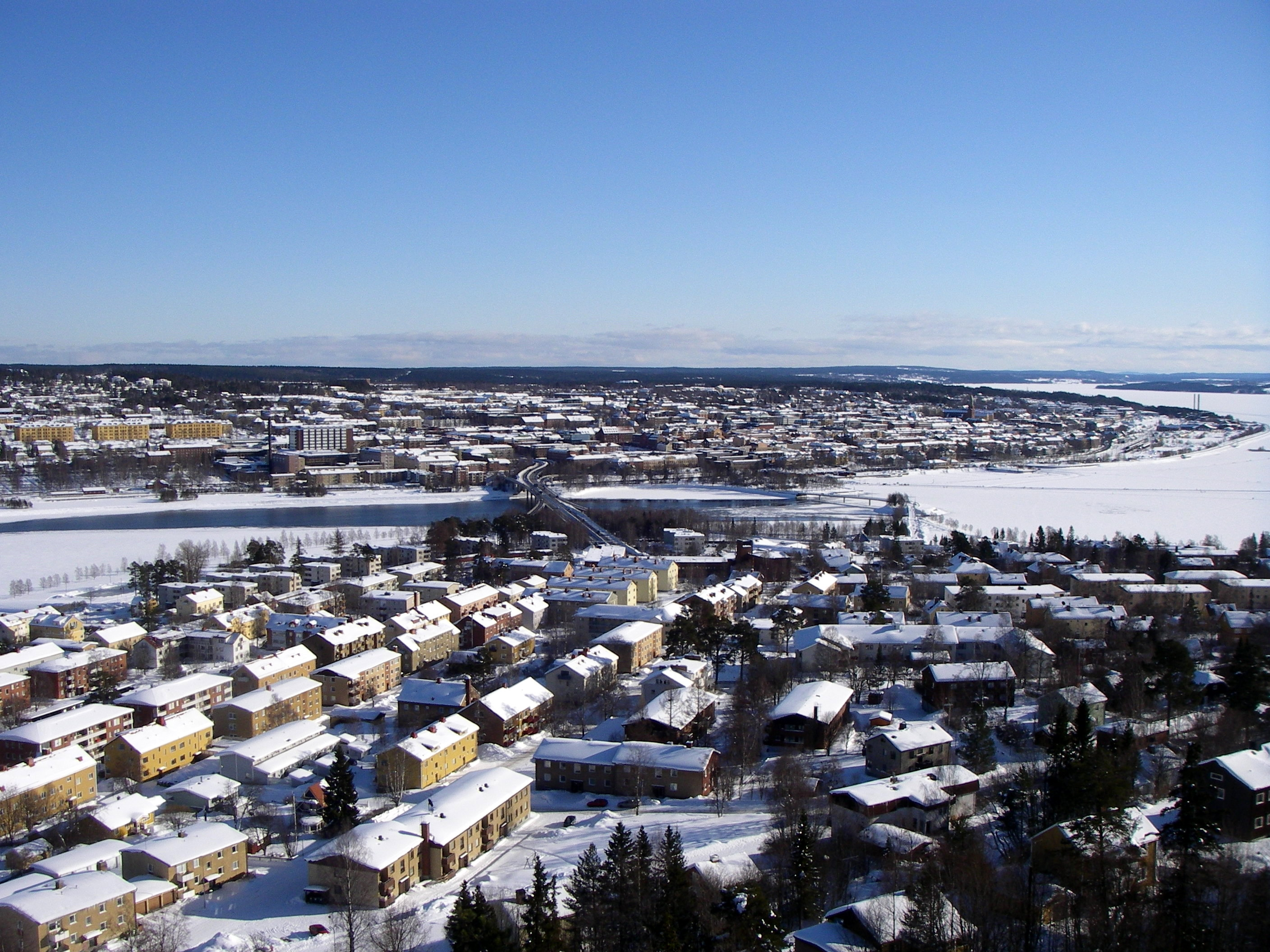
E14 v Östersundu